# 公共電視文化事業基金會
公共電視文化事業基金會，通稱公視基金會，是臺灣公共電視台的經營機構，中華民國政府捐贈成立的公設財團法人機構，1998年7月1日成立、公共電視台同日開播。除了經營公共電視台之外，亦主導臺灣公廣集團的運作，同時為中華電視公司的最大股東。

## 概要
舊《公共電視法》規定，公視基金會設置董事17人至21人，由行政院提名董、監事候選人經由立法院推舉11名至15名社會公正人士組成的公共電視董、監事審查委員四分之三以上之多數同意後，送請行政院院長聘任之。
選任董事時，應顧及性別及族群之代表性，並考量教育、藝文、學術、傳播及其他專業代表之均衡。董事中屬同一政黨之人數不得逾董事總額四分之一；董事於任期中不得參與政黨活動。
2023年6月21日，總統令修正公布《公共電視法》，董事人數降為11-15人，審查同意門檻降為審查委員三分之二同意，並將「監事」改為「監察人」。

## 應屆董監事會（第七屆）
註：粗體為連任

#### 董事長
- 胡元輝（國立中正大學傳播學系教授，曾任公共電視文化事業基金會總經理）[6]

#### 董事
- 舒米恩·魯碧（歌手/演員）

- 陳湘琪（國立臺北藝術大學電影系及劇場設計學系專任副教授/演員）

- 盧彥芬（兒童文化藝術基金會執行長）

- 廖嘉展（新故鄉文教基金會董事長）

- 王燕杰（公共電視文化事業基金會企業工會代表）

- 朱國珍（作家、大學講師、廣播與電視節目主持人）

- 黃兆徽（臺灣事實查核教育基金會教育總監）

- 黃心健（國立臺灣師範大學設計學系教授）

- 郭力昕（國立政治大學傳播學院院長）

- 王俊博（智冠科技董事長）

- 施振榮（宏碁榮譽董事長）

- 孫嘉穗（國立東華大學民族語言與傳播學系教授）

- 洪馨蘭（國立高雄師範大學客家文化研究所教授）

- 林耀南（輔仁大學國際創業與經營管理碩士學位學程教授兼主任）[7]

中途請辭
- 李志德（鏡週刊文化組副總編輯）

- 林寬裕（國立臺灣師範大學樂活產業高階經理人EMBA兼任助理教授）

- 徐瑞希（台灣外籍勞動者發展協會理事長）

- 劉昌德（國立政治大學傳播學院新聞系教授，於2024年1月28日轉任華視總經理）

#### 監察人
- 黃銘輝（國立臺北大學法律學系副教授）

- 劉啓群（國立臺灣大學會計學系教授）

- 王毓莉（中國文化大學大眾傳播學系教授）

- 馬秀如（國立政治大學會計學系名譽教授）

- 高文宏（電影製片）[8]

## 外部連結
- 官方网站